# Музей спадщини Керкенських островів
Музей спадщини Керкенських островів — музей у с. Ель-Абассія, що на острові Шергі та входить до складу вілаєту Сфакс. Музей пов'язаний з економікою островів та традиційними ремеслами, що в основному орієнтовані на рибалку.

## Галерея

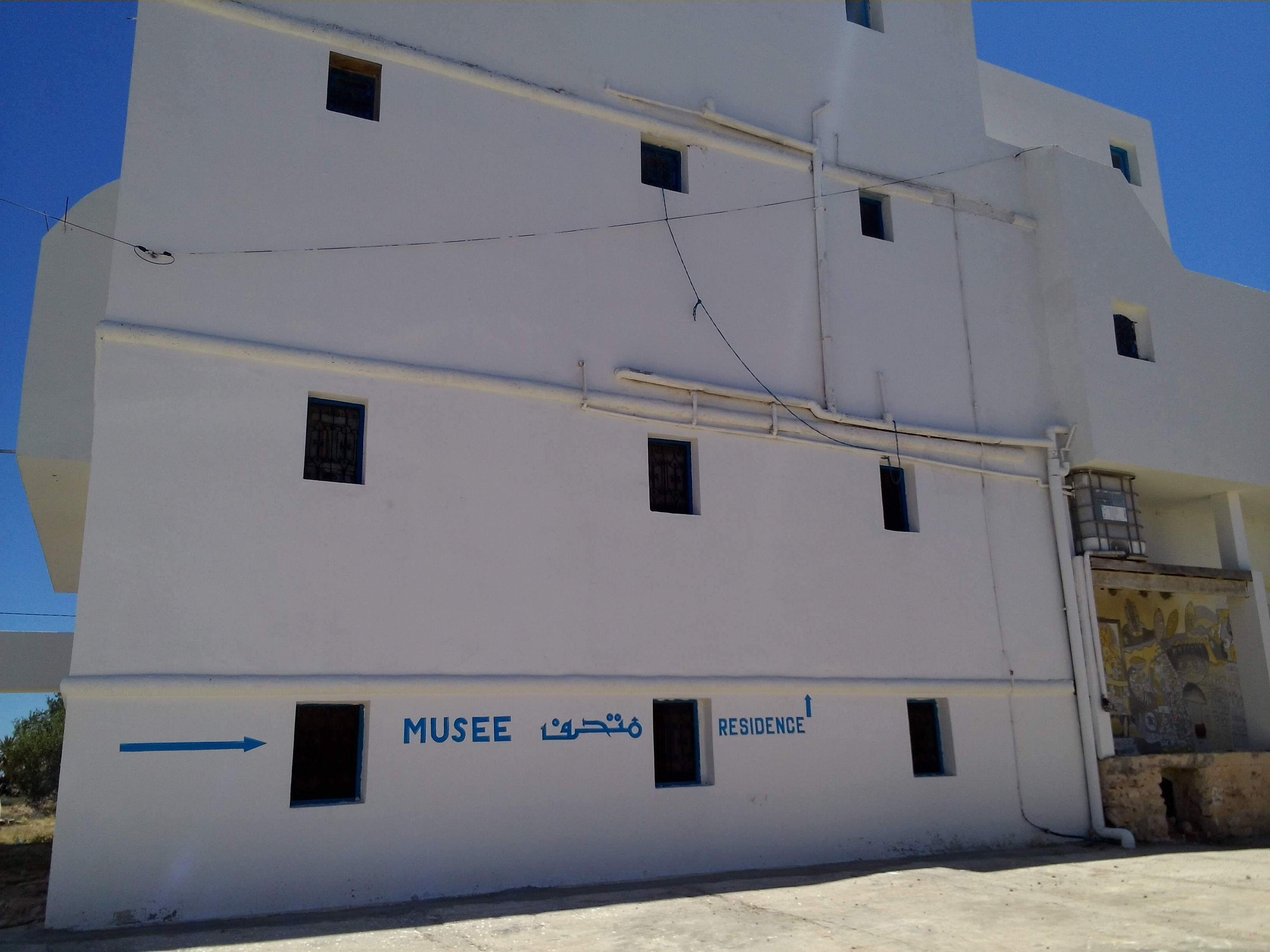
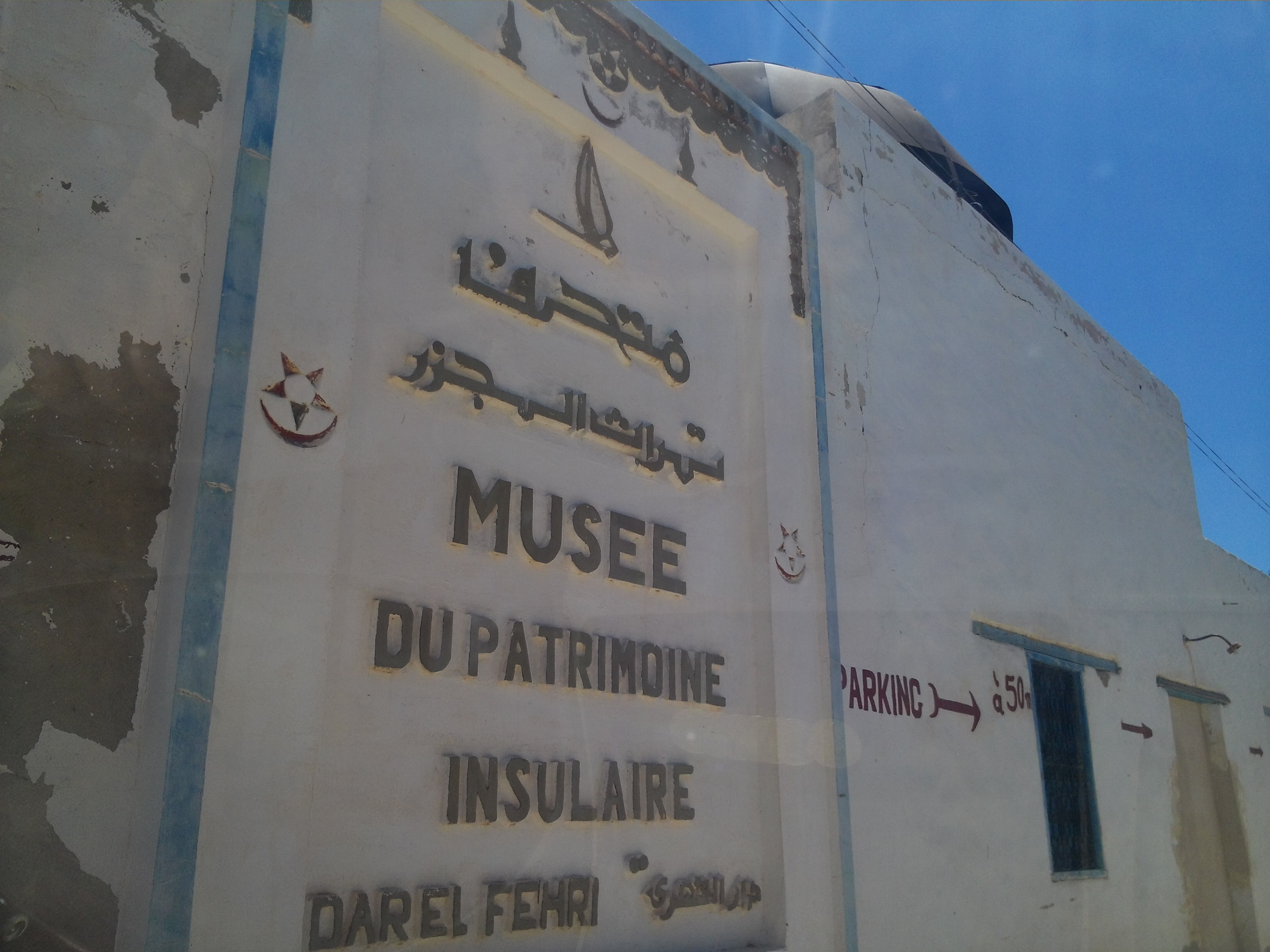
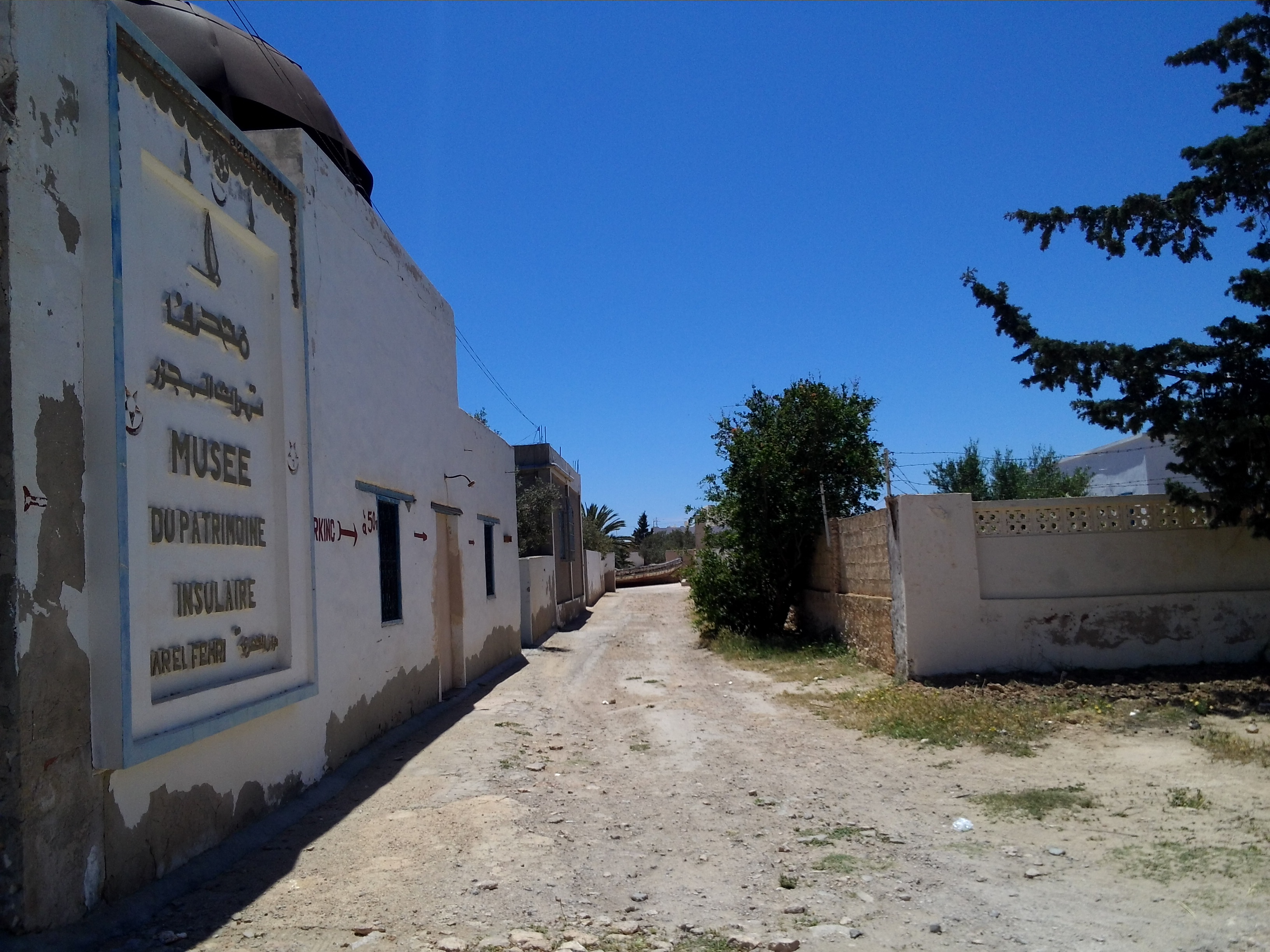
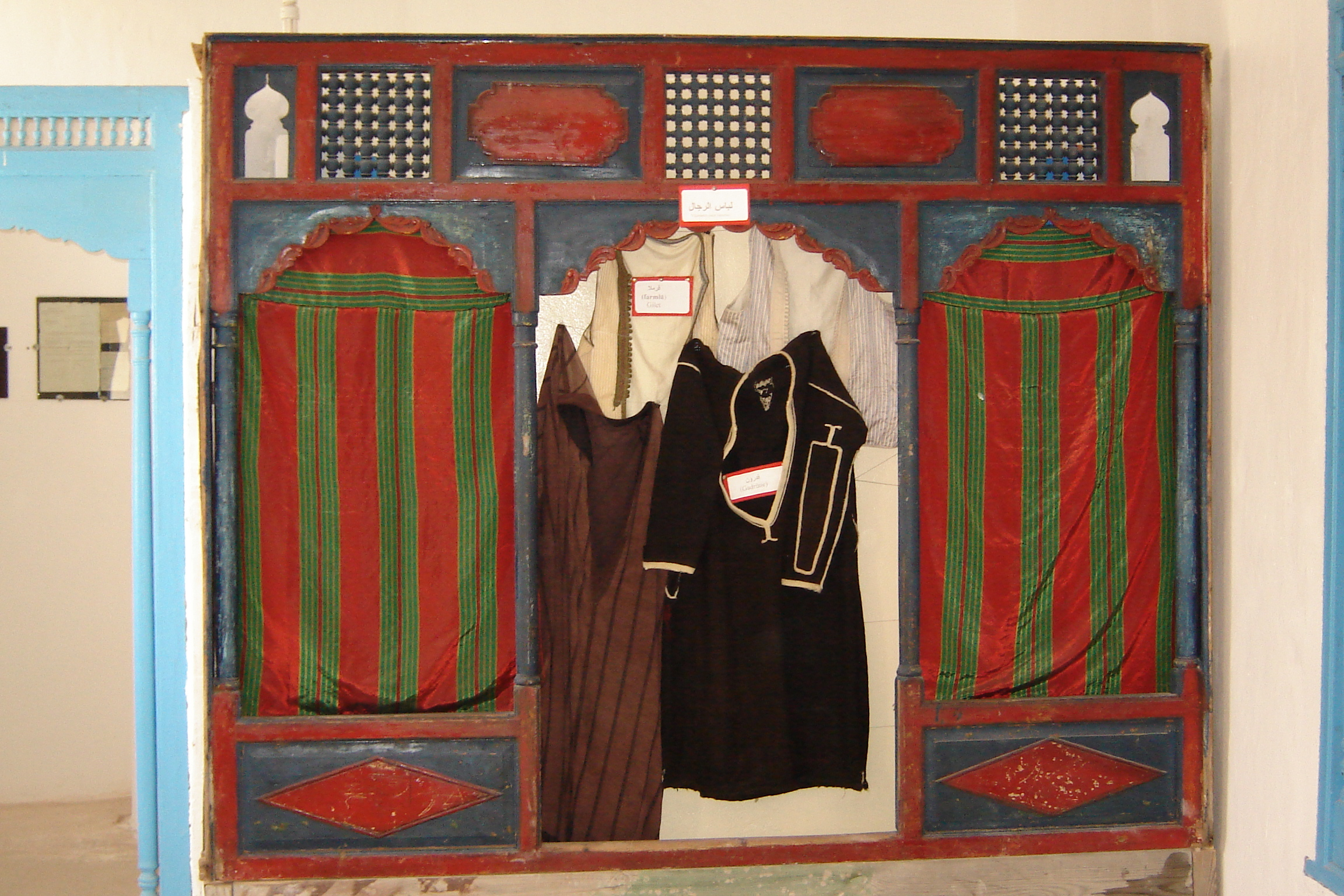
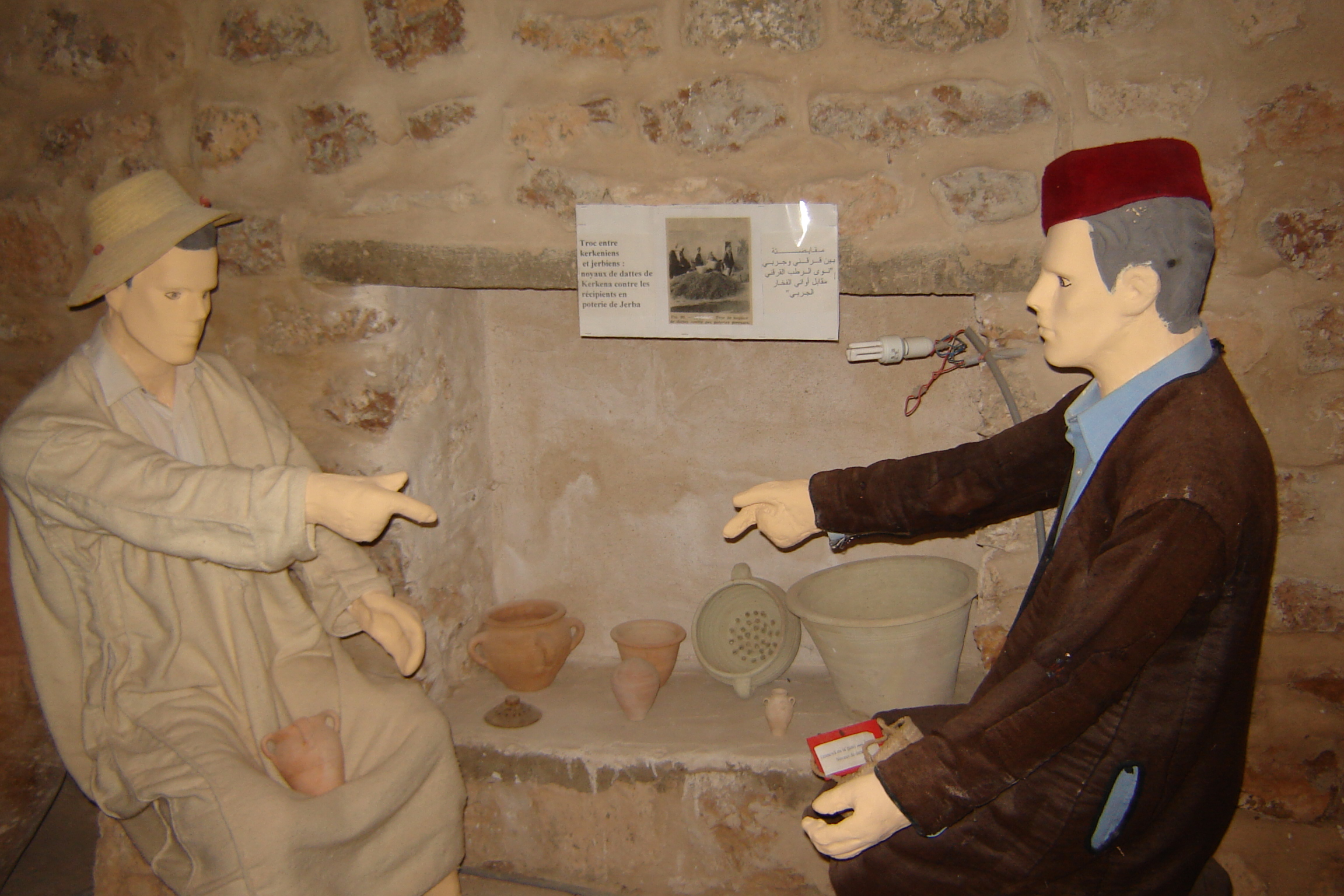
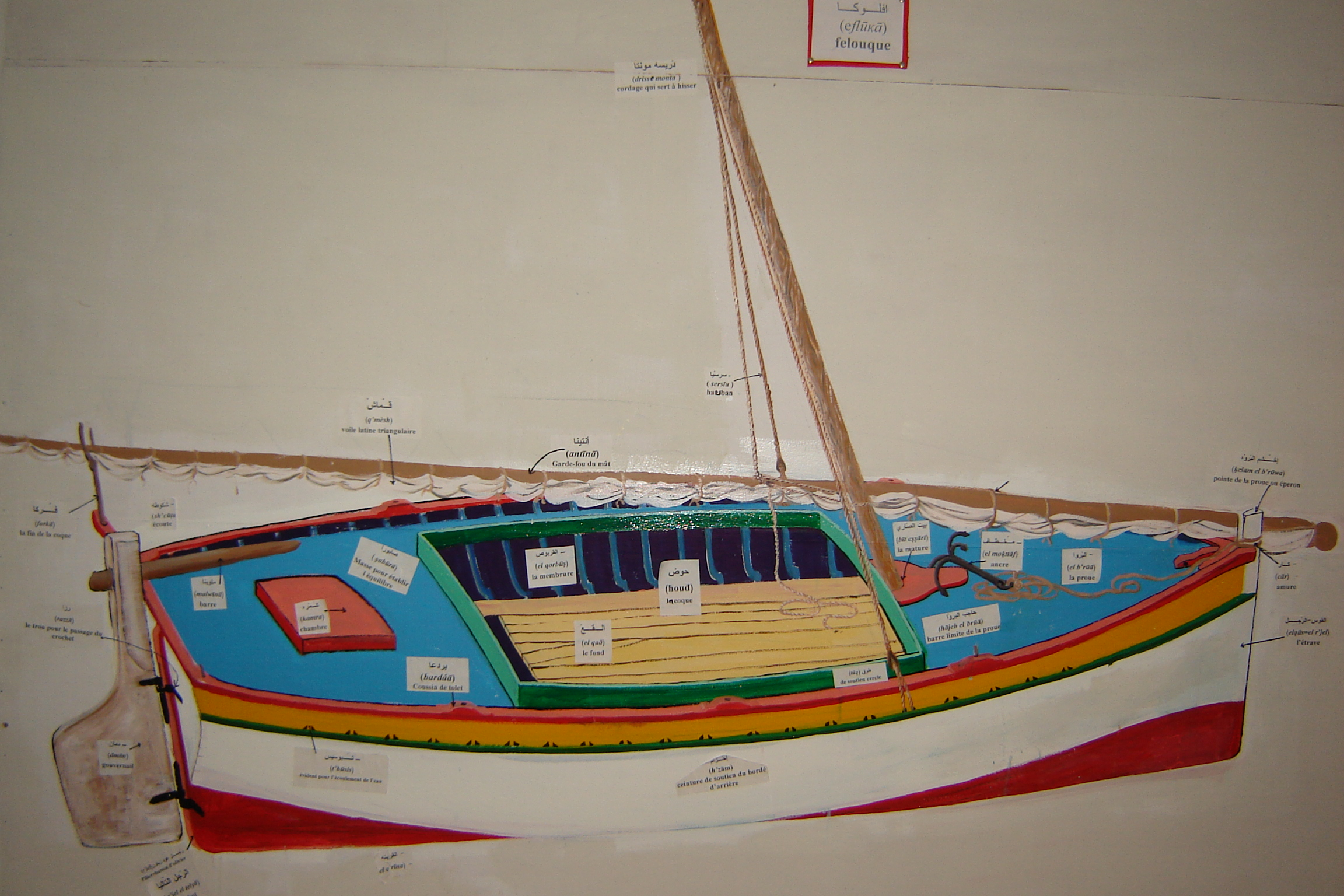
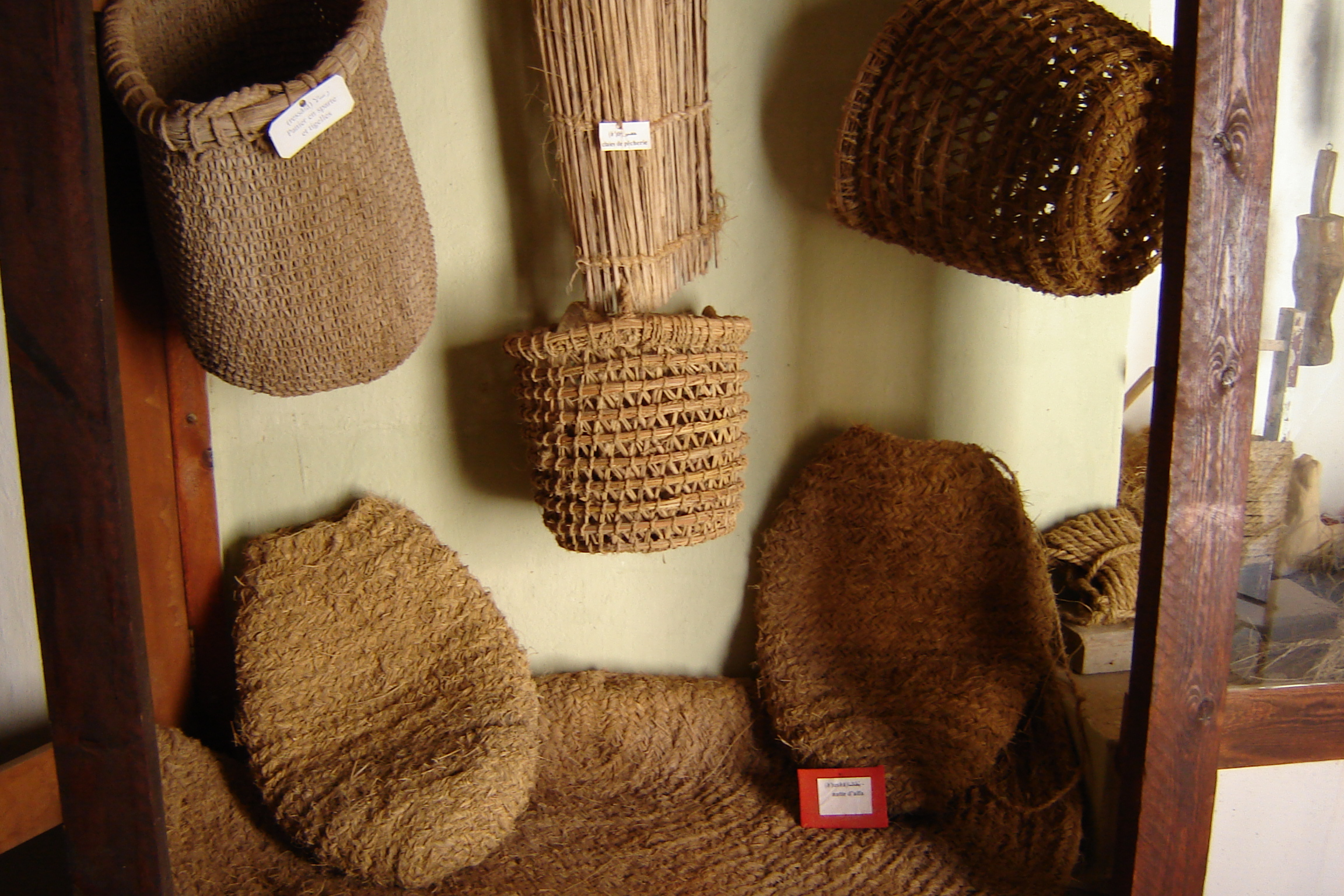